# 鹿島灘
鹿島灘（かしまなだ）は、茨城県東部の大洗岬から千葉県東部の犬吠埼に広がる北太平洋の海域である。

## 地理
「灘」と地名が付く日本周辺の14海域の中では、最も東にある。
海上保安庁が発行する日本の水路図誌（海図）にも掲載されている。
大洗町から神栖市までの沿岸は砂浜が続くが、ダム建設の影響で、那珂川や利根川からの砂の供給が減少し砂浜の浸食が著しい。このため、ヘッドランドの整備が進められている。
鹿島の地は、古くから鹿島神宮の聖域として知られ、境内に自然の砂浜が残る。
大規模な掘込式港湾で、鹿島臨海工業地帯の根幹を成す鹿島コンビナートは、鹿島の南方に位置している。

## 自然環境
鹿島灘の海底は水深140メートルまで沈み込む大陸棚が続き、また太平洋から流れ込む日本海流（黒潮）と三陸沖から流れ込む千島海流（親潮）がぶつかり合う潮目となり、一帯は水産資源が豊富である。サンマ、イワシ、イカ、ハマグリなどが獲れ、大洗町、鹿嶋市、波崎町、銚子市にはそれぞれ漁港が存在し、中でも銚子漁港は日本有数の漁港となっている。
また、大洗町の近辺ではアンコウが冬の味覚として知られており、アンコウ料理の店が多い。ハマグリについては、2010年代までに鹿島灘沿岸の漁獲高が激減しており、茨城県海面漁業調整規則によって採取道具の制限や3cm以下の稚貝の採取の禁止がされている。
一帯は多様な生物種に利用されており、絶滅危惧種などの貴重な種類が見られる可能性がある。
鳥類ではアホウドリとクロアシアホウドリの生息地として鹿島灘が特筆すべきであるとされ、他にもコアジサシ、カンムリウミスズメ、ケイマフリ、コオリガモなどの様々な貴重な種類も見られる。
ウミガメではアカウミガメが沿岸部を産卵に使うなど最も良く見られる可能性があるが、オサガメなど他の貴重な種類の出現も考えられる。
鯨類ではスナメリが沿岸部で最もよく見られ、より沖合ではその他のイルカ類やコビレゴンドウなども生息している。また、絶滅危惧種の大型鯨類の回遊経路になっている可能性もあり、セミクジラに関しては過去に一帯が越冬や繁殖海域として機能していた可能性も指摘されている。
鰭脚類ではキタオットセイが時折見られる他にも、トドが稀に現れたり、過去には絶滅種に指定されているニホンアシカが一帯に分布していた可能性がある。
2000年代初頭までは、ホエールウォッチングとバードウォッチングを目的とした遊覧船の航行が鹿島港と那珂湊港で行われていたこともある。

## 周辺自治体
- 茨城県
  - 鹿嶋市
  - 神栖市
  - 鉾田市
  - 大洗町
- 千葉県
  - 銚子市

## 海岸
- 大洗海岸（大洗町）
- 野田海岸（鉾田市）
- 勝下海岸（鉾田市）
- 大竹海岸（鉾田市）
- 武与釜海岸（鉾田市）
- 京知釜海岸（鉾田市）
- 三浜海岸（鹿嶋市）
- 清水海岸（鹿嶋市）

## 海水浴場・公園
- 大洗サンビーチ海水浴場（大洗町）
- 大竹海岸鉾田海水浴場（鉾田市）
- 鹿島灘海浜公園（鉾田市）
- 下津海水浴場（鹿嶋市）
- 平井海水浴場（鹿嶋市）
- 日川浜海水浴場（神栖市）
- 波崎海水浴場（神栖市）

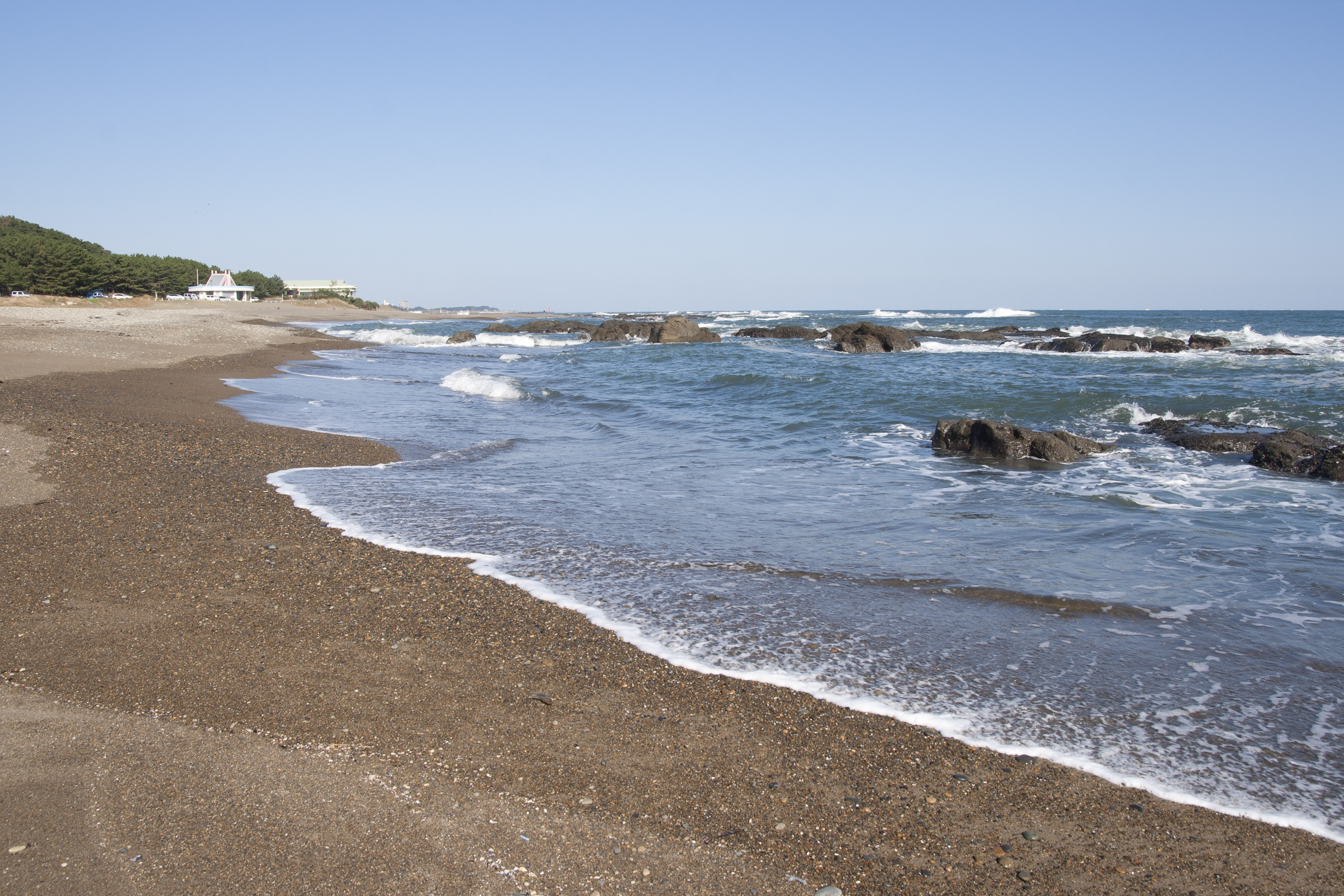
大洗海岸
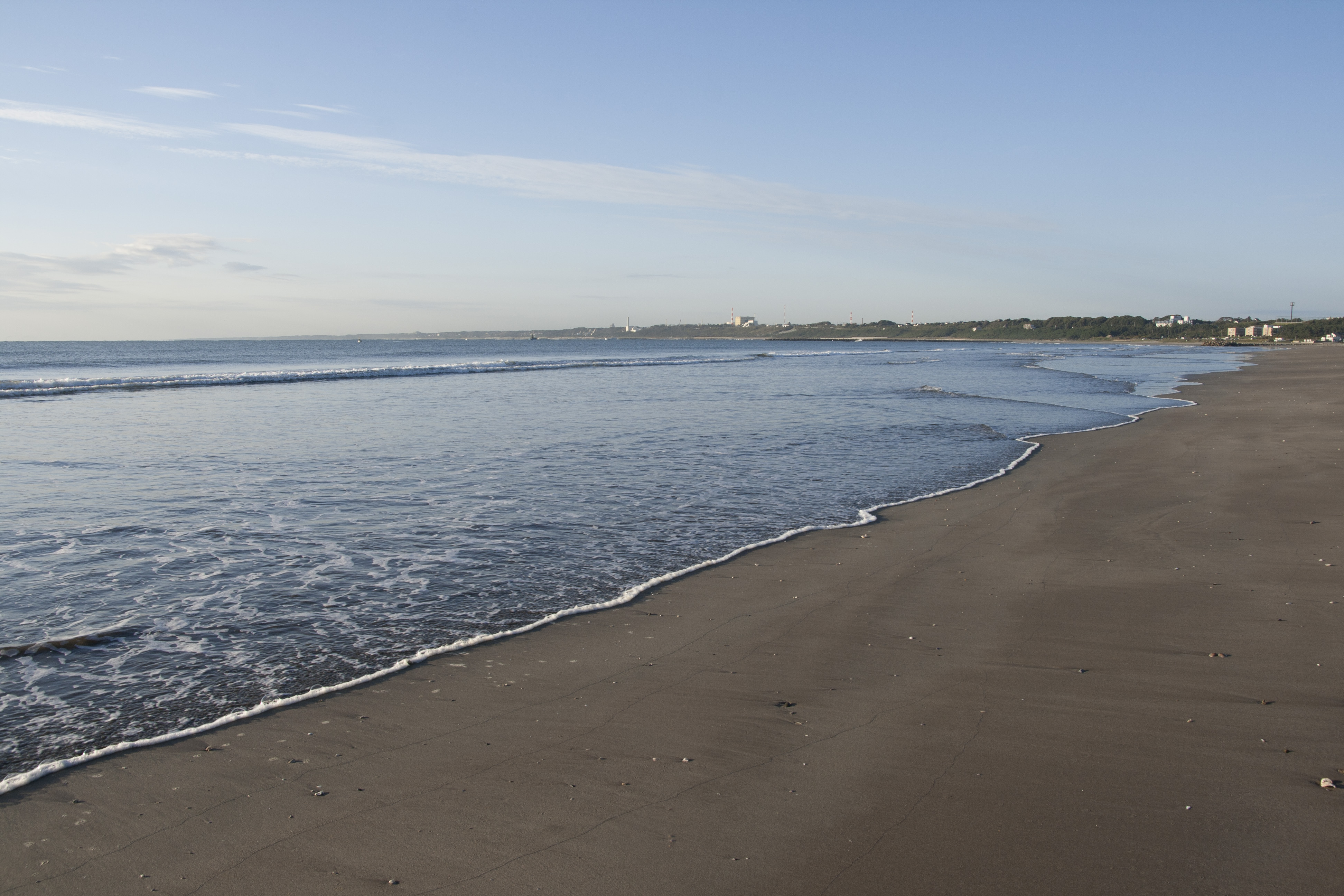
大洗サンビーチ海水浴場
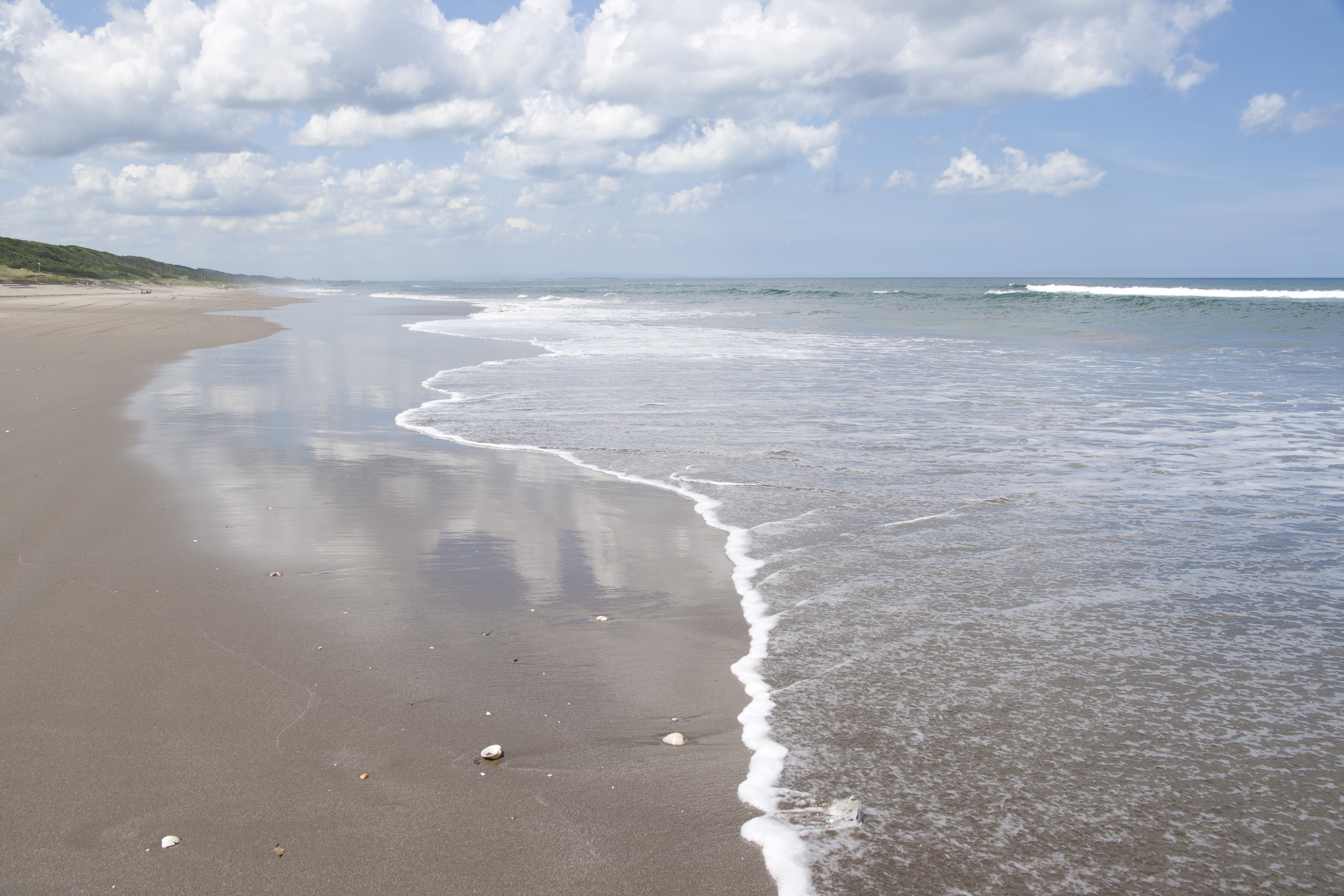
大竹海岸鉾田海水浴場
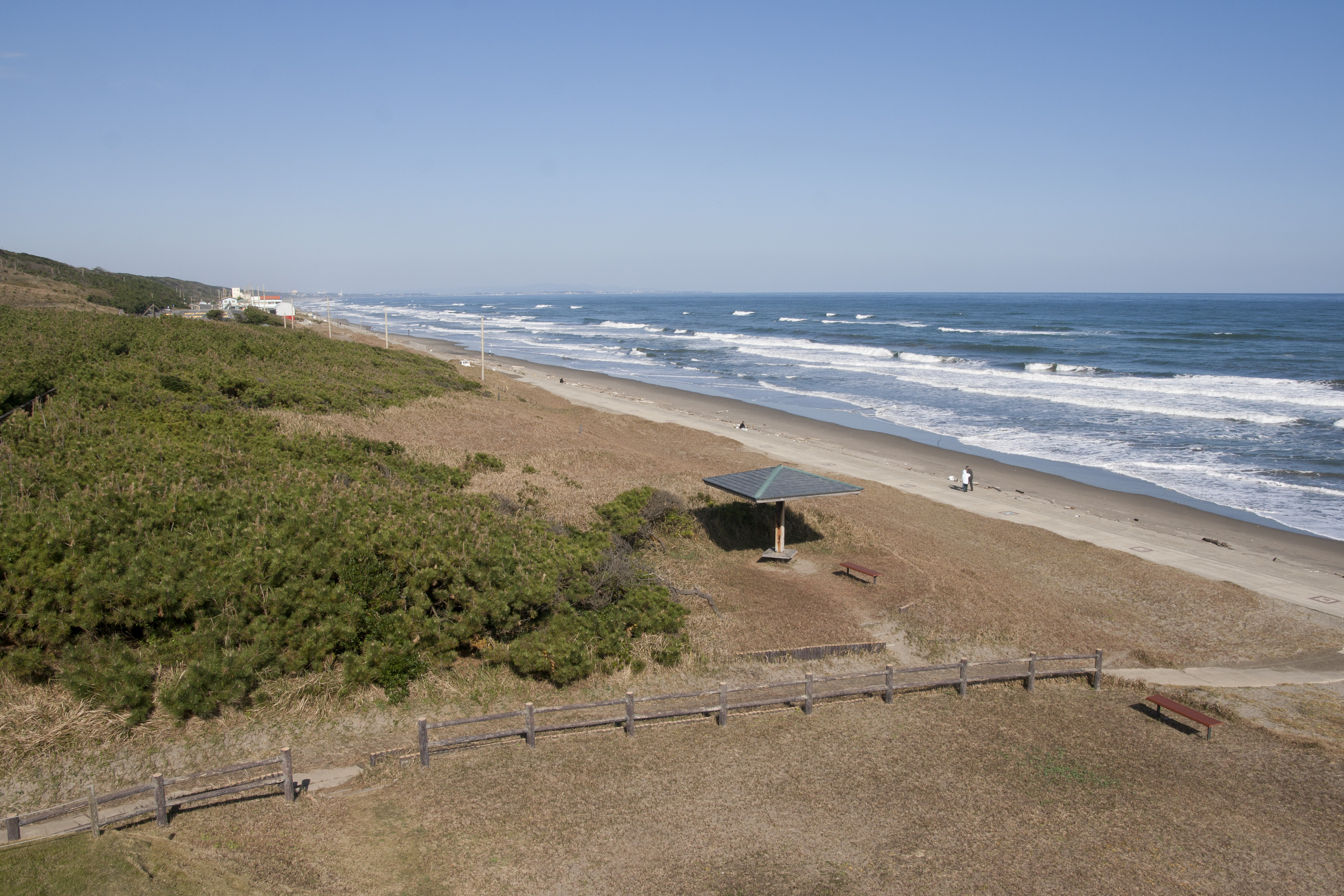
鹿島灘海浜公園
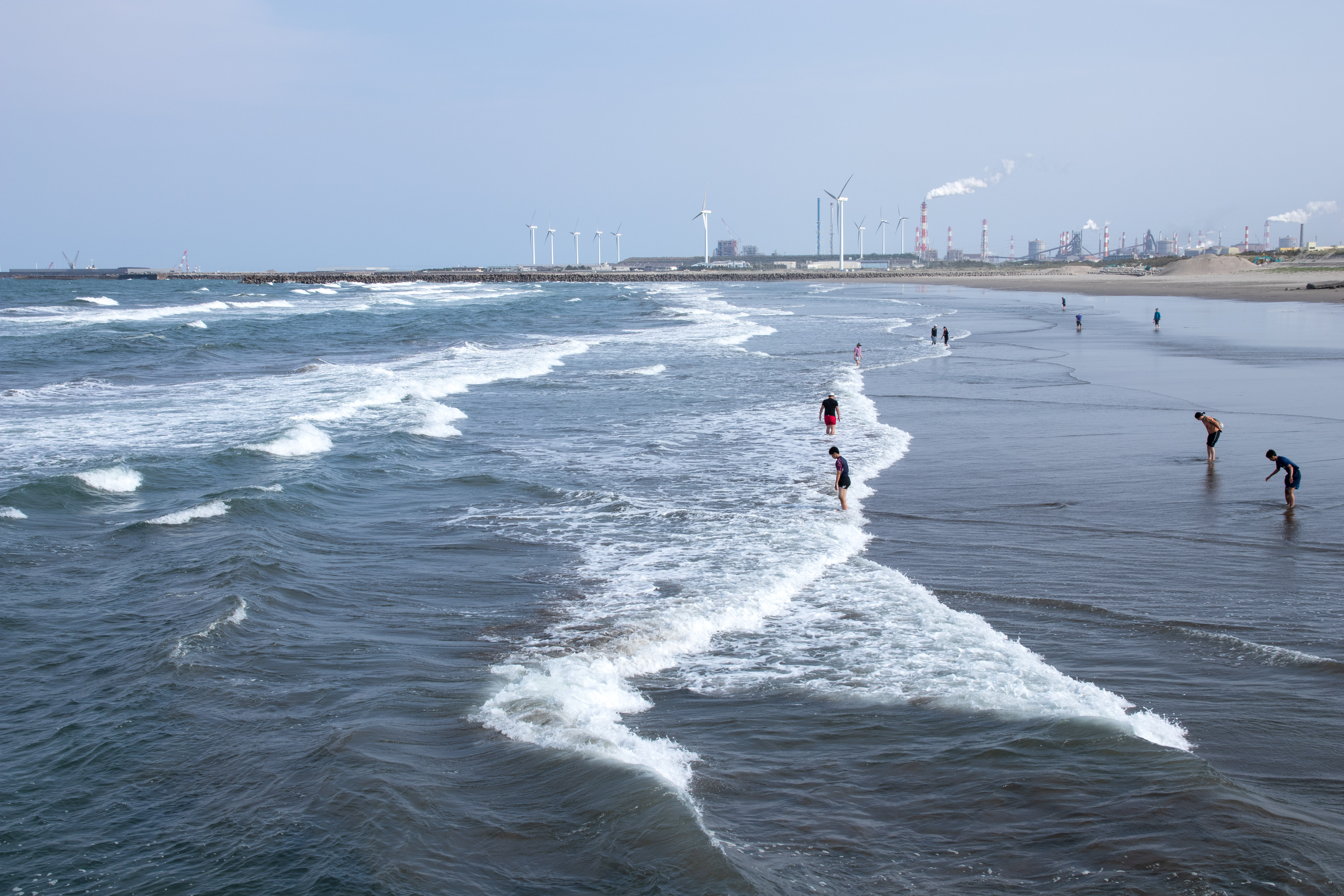
下津（おりつ）海水浴場
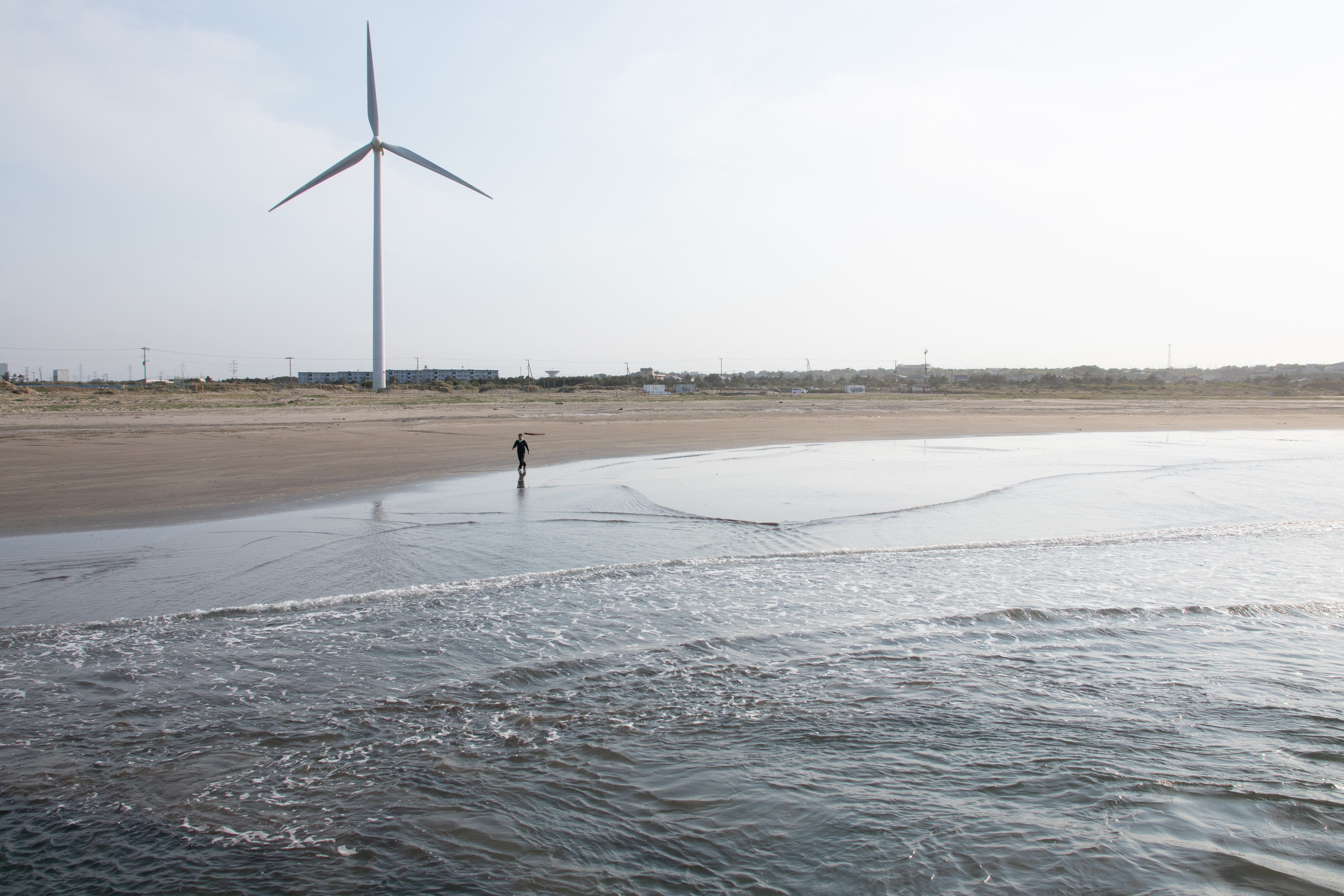
平井海水浴場
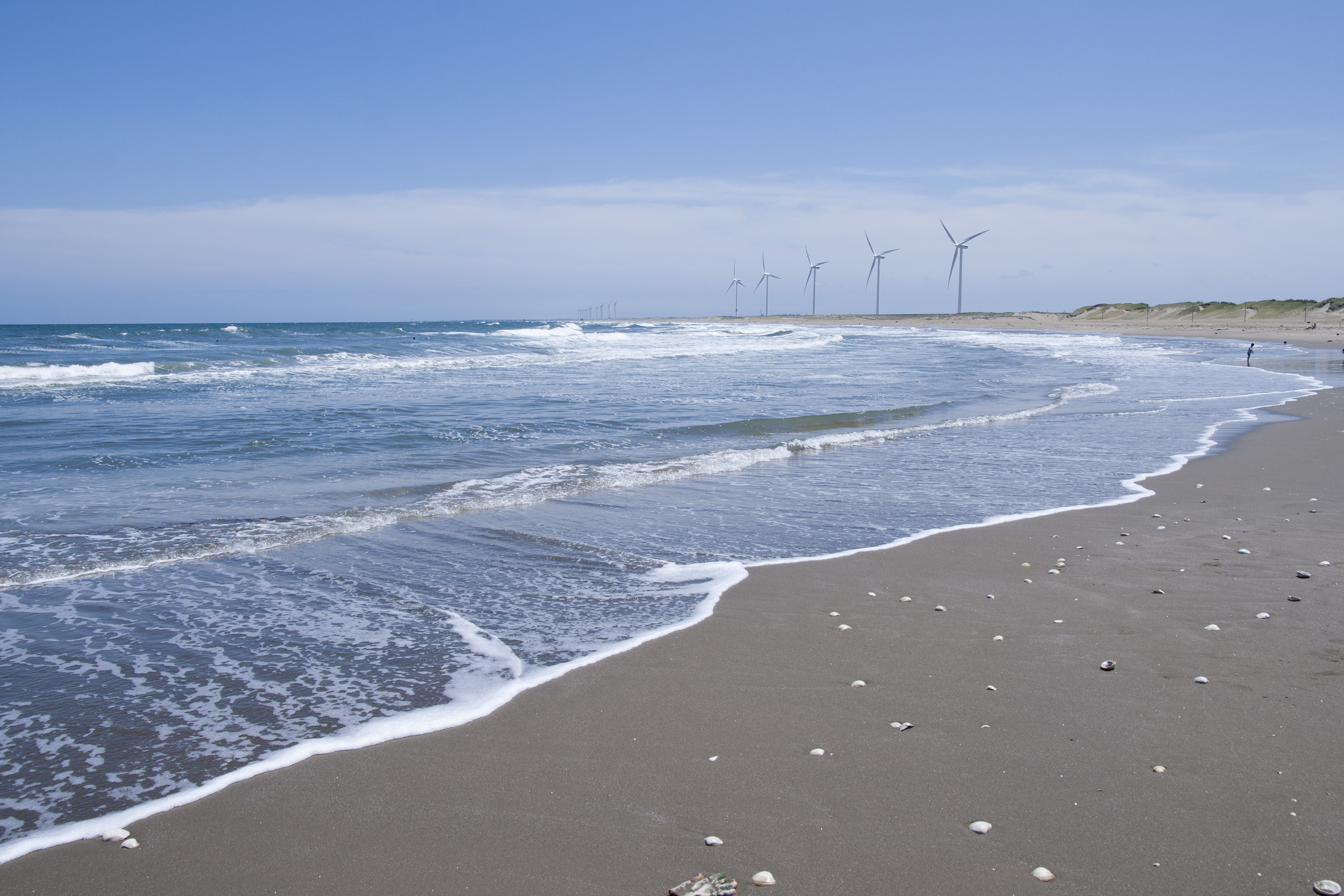
日川浜（にっかわはま）海水浴場
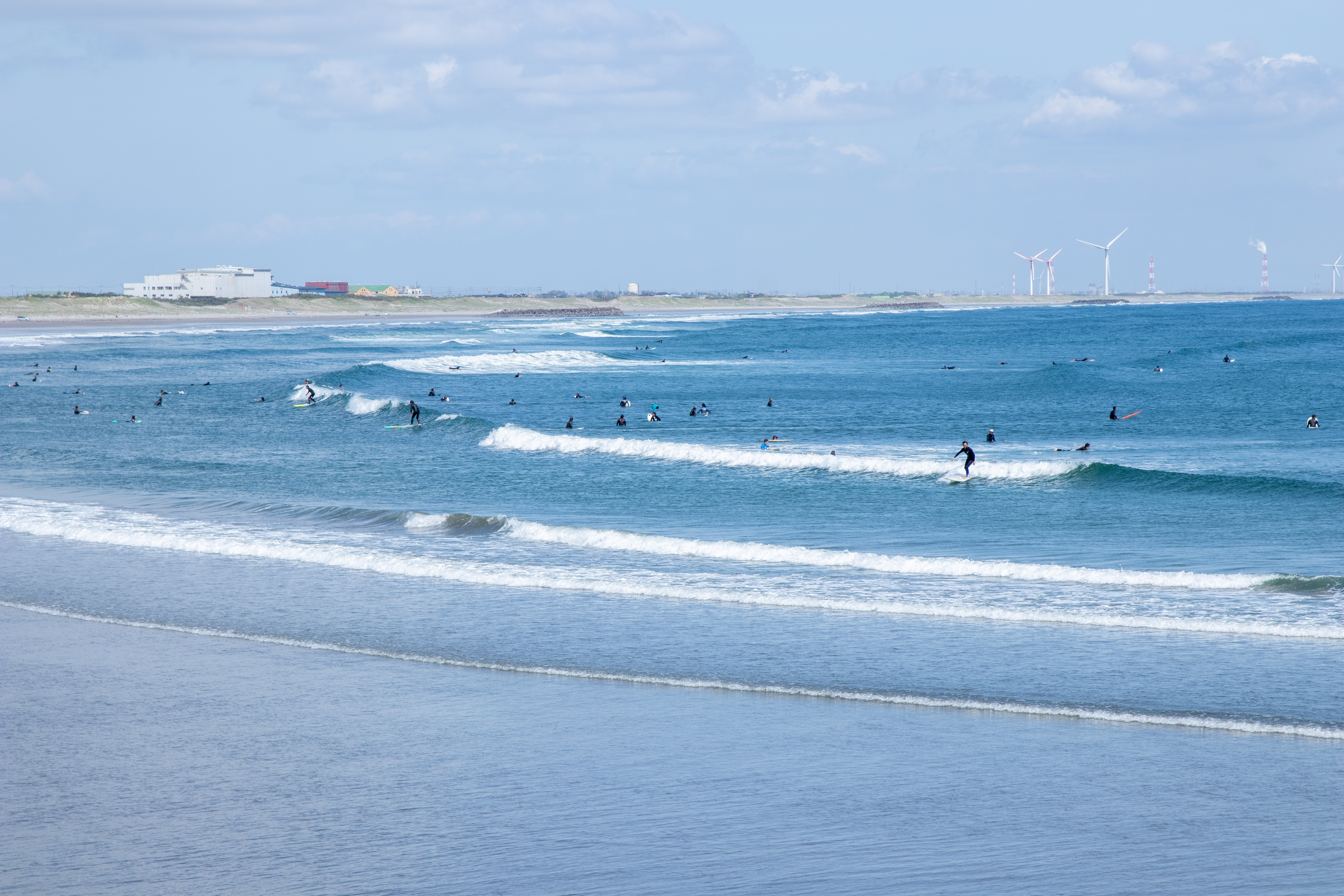
波崎海水浴場

## 港湾
- 茨城港大洗港区（重要港湾）
- 鹿島港（重要港湾）
- 波崎漁港
- 銚子漁港